# Zona metropolitana di Craiova
La zona metropolitana di Craiova è stata istituita l'11 febbraio 2009 e comprende oltre al municipio anche 10 comuni limitrofi.
In base ai dati del 2009 la popolazione complessiva dell'area è di 333834 abitanti
Al pari delle zone delle altre città l'obiettivo è quello di attrarre investimenti e coordinare il miglioramento di infrastrutture

## Comuni
Oltre al municipio di Craiova la zona metropolitana è composta dai seguenti comuni:
- Podari
- Ișalnița
- Șimnicu de Sus
- Ghercești
- Pielești
- Breasta
- Malu Mare
- Bucovăț
- Mischii
- Cârcea